# Новый мост (Мурсия)
Новый мост (исп. Puente Nuevo), также Железный мост (исп. Puente de Hierro) — ферменный металлический мост через реку Сегура, построенный в 1903 году в городе Мурсия (регион Мурсия, Испания). Это второй мост, построенный в городе, потому и был назван Новым мостом, чтобы отличать его от Старого моста (исп. Puente Viejo), или Моста Опасностей (исп. Puente de los Peligros), и сегодня он является вторым старейшим мостом в городе.

## История
Проект моста был разработан в 1894 году инженером Хосе Мария Ортис. Сам мост был построен барселонской компанией Materiales Ferrocarriles у Construcciones с бюджетом в 592,982.95 песет 21 февраля 1903 года.
Мост имеет центральный пролет (46,80 метров в длину) с внешней платформой и верхним параболическим аккордом, который поддерживается трубчатыми клетками, и еще имел восемь пролетов, 11,25 м каждый, которые поддерживались металлическими фермами. Эти пролеты были снесены 1960-х годах.
В марте 2001 года мост был закрыт для движения. Городской совет Мурсии решил восстановить его в первоначальном виде. Это привело к превращению его в пешеходный мост. Проект реставрации был разработан в июне 2001 года Хавьером Мантеролой. После серии предварительных исследований, которые подтвердили обоснованность предлагаемого восстановления, работы начались 26 июля 2002 года. Мост был снова введен в эксплуатацию 13 мая 2003 года.